# 410-й завод гражданской авиации
ГП «Завод 410 гражданской авиации» (укр. ДП "Завод 410 цивільної авіації") — государственное предприятие авиационной промышленности Украины, расположенное в Киеве. 
Предприятие осуществляет диагностику, ремонт, техническое обслуживание, переоборудование и модернизацию самолётов и вертолётов.
Входит в перечень предприятий, имеющих стратегическое значение для экономики и безопасности Украины.

## История

### 1948—1991
1 июля 1948 года приказом № 182 начальника Главного управления ГВФ СССР было утверждено решение об организации филиала авиаремонтной базы № 409 ГВФ в городе Киеве на площадях склада управления ГВФ в аэропорту Жуляны.
6 ноября 1948 года филиал был преобразован в самостоятельное предприятие, которому было присвоено наименование «Авиационная ремонтная база № 410 ГВФ».
В 1972 году заводом был освоен ремонт вспомогательной силовой установки АИ-9 для пассажирского самолёта Як-40.
В ноябре 1988 года заводом был освоен капитальный ремонт авиадвигателя Д-36.

### После 1991 года
В феврале 1991 года на базе главного управления министерства авиационной промышленности СССР была создана ассоциация «Союз авиационного двигателестроения» (АССАД), в состав которой вошли предприятия авиаремонта и двигателестроения СССР (в том числе, 410-й авиаремонтный завод).
После провозглашения независимости Украины, 410-й авиационный ремонтный завод был переименован в 410-й завод гражданской авиации.
В мае 1999 года на базе авиаотряда завода была создана государственная авиакомпания «ARP-410 Airlines», в 2005 году она обеспечивала 1 % пассажирских перевозок Украины и в 2007 году прекратила деятельность.
12 июля 2001 года правительство Украины приняло закон о государственной поддержке предприятий авиастроительной отрасли Украины, в перечень предприятий был включён 410-й завод.
В январе 2004 года СКБ «Эркар» 410-го завода гражданской авиации представило демонстрационный образец БПЛА «Арктур» (в дальнейшем, по результатам испытаний, в конструкцию были внесены улучшения, аппарат получил название «Монолит», но на вооружение принят не был и серийно не выпускался).
В сентябре 2004 года завод получил статус спецэкспортёра.
В июле 2005 года Кабинет министров Украины принял постановление о создании на базе госкорпорации «Антонов» национального вертикально интегрированного научно-производственного объединения «Антонов», в состав которого были включены АНТК им. Антонова, Киевский авиазавод «Авиант», Харьковское государственное авиационное производственное предприятие, киевский 410-й завод гражданской авиации и ОАО «Украинский научно-исследовательский институт авиационных технологий».
В 2005 году завод произвёл восстановление и реставрацию двух самолётов для музейной экспозиции (одного АНТ-7 и одного Ил-14).
В феврале 2007 года завод передал один самолёт Ан-26 авиации военно-морских сил Украины.
14 марта 2007 года Кабинет министров Украины принял постановление № 428, в соответствии с которым был создан государственный концерн «Авиация Украины» (Державний концерн «Авіація України»), в состав которого был включён 410-й завод гражданской авиации (позднее, 30 октября 2008 года концерн был переименован в государственный авиастроительный концерн «Антонов»).
По состоянию на 2008 год, предприятие осуществляло:
- покраску вертолётов и самолётов полиуретановой краской
- ремонт и техобслуживание самолётов Ан-2, Ан-24, Ан-26, Ан-30, Ан-32, Ан-72, Ан-74, Як-18Т и Як-52
- ремонт и техобслуживание вертолётов Ми-2 и Ка-26
- ремонт авиадвигателей Д-36, РУ-19-300, АИ-25 и АИ-9
- переоборудование самолётов Ан-26 и Ан-30 в пассажирские, салонные и иные специализированные варианты
- выпуск медицинского оборудования для автомашин «скорой помощи»
- выпуск устройств электрохимической защиты подземных коммуникаций

Начавшийся в 2008 году экономический кризис и вступление Украины в ВТО осложнили положение завода. Для обеспечения обеспечения выполнения работ по экспортным контрактам 22 апреля 2009 года правительство Украины выделило заводу 10 млн гривен из средств Стабилизационного фонда Украины.
15 июня 2009 года между министерством обороны Индии и украинской государственной компанией «Спецтехноэкспорт» был заключён контракт на капитальный ремонт и модернизацию 40 индийских самолётов Ан-32 на 410-м заводе гражданской авиации. Для подготовки завода к выполнению контракта с Индией, в 2009 году завод получил из государственного стабилизационного фонда Украины 10 млн. гривен. Модернизация 40 индийских Ан-32 до уровня Ан-32RE была выполнена в 2010—2015 гг.
9 июня 2010 года Кабинет министров Украины принял постановление № 405, в соответствии с которым завод вошёл в перечень предприятий авиапромышленности Украины, получающих государственную поддержку.
Летом 2013 года на заводе был открыт новый цех-ангар, предназначенный для смывания лакокрасочных покрытий с самолётов, поступивших на предприятие для ремонта.
Весной 2014 года правительство Украины запретило военное-техническое сотрудничество с Россией (включая поставки продукции двойного назначения), оказавшее разрушительное воздействие на завод: помимо разрыва кооперационных связей, завод лишился возможности выполнять заказы российских клиентов (поскольку любой самолёт, даже гражданский, является товаром двойного назначения).
27 ноября 2014 министерство обороны Украины поручило заводу провести капитальный ремонт самолёта Ан-30.
В январе 2015 года правительство Украины вынесло на рассмотрение законопроект о возможности приватизации 1250 государственных предприятий (среди которых — 410-й завод гражданской авиации).
В начале февраля 2015 года Кабинет министров Украины одобрил включение завода в перечень объектов права государственной собственности, которые могут передаваться в концессию
15 июня 2015 года в соответствии с постановлением Кабинета министров Украины завод был включён в состав государственного концерна «Укроборонпром».
17 июля 2015 года завод был признан соответствующим стандартам НАТО.
В дальнейшем, завод модернизировал один самолёт Ан-26 до уровня Ан-26М (МСБ), заменив штатные турбовинтовые двигатели АИ-24ВТ на новые двигатели ТВ3-117ВМА-СБМ1 украинского производства. Кроме того, сообщается, что в июле 2015 года завод начал модернизацию поступившего на завод вертолёта Ми-8 до уровня Ми-8МСБ
25 августа 2015 завод завершил восстановление и передал в/ч А2215 ВВС Украины самолёт Ан-30Б (бортовой номер 86), получивший собственное имя «Герой України Костянтин Могилко».
19 ноября 2015 завод заключил контракт на переоборудование трёх Ан-74 для ВВС Египта в соответствии с требованиями заказчика.
20 ноября 2015 завод получил сертификат на выполнение модернизации вертолёта Ми-8Т до уровня Ми-8МСБ.
В 2016 году завод отремонтировал для государственных силовых структур Украины шесть Ан-26, в том числе:
- 29 апреля 2016 — Ан-26 ГСЧС Украины, прошедший капитальный ремонт и переоборудованный в санитарно-медицинский самолёт[28]
- 29 октября 2016 — Ан-26 вооружённых сил Украины, прошедший капитальный ремонт[29]
- 27 декабря 2016 — Ан-26 вооружённых сил Украины, прошедший капитальный ремонт[30]

В мае 2016 завод получил сертификат соответствия НАТО AQAP 2120 на модернизацию самолётов Ан-26 по стандартам НАТО.
30 июля 2016 года для прохождения технического обслуживания на завод прибыл самолёт Ан-74ТК-300 ГАП «Украина».
29 августа 2016 года для прохождения технического обслуживания на завод прибыл самолёт Ан-72-100D вооружённых сил Судана (он был отремонтирован и передан Судану 3 февраля 2017 года)
30 декабря 2016 года завод передал второй отремонтированный самолёт Ан-72 и отремонтированный Ан-26 Силам воздушной обороны Казахстана
14 февраля 2017 года завод принял участие в выставке «Aero India — 2017»
2 марта 2017 года на завод прибыл самолёт Ан-26Ш вооружённых сил Украины для проведения капитального ремонта
16 марта 2017 года завод принял самолёт Ан-32 Министерства обороны Народной Республики Бангладеш для проведения капитального ремонта
30 марта 2017 года передал Казахстану два отремонтированных Ан-26 Министерства обороны Республики Казахстан
4 мая 2017 года на завод для капитального ремонта прибыл самолёт Ан-74-200 правительства Судана.

## Руководство
- Александр Владимирович Кипров
- 2020 - Алексей Попов[41]